# Tolonus elongatus
Tolonus elongatus är en stekelart som först beskrevs av André Seyrig 1952.  Tolonus elongatus ingår i släktet Tolonus och familjen brokparasitsteklar. Inga underarter finns listade i Catalogue of Life.